# بن پارکر (بازیکن فوتبال)
بن پارکر (انگلیسی: Ben Parker؛ زادهٔ ۸ نوامبر ۱۹۸۷) یک بازیکن فوتبال است.